# Горан Ковачевић
Горан Ковачевић (Мостар, 7. март 1955 — Сарајево, 9. март 2014) био је босанско-херцеговачки музичар, певач и текстописац. Најпознатија група чији је био певач је Тешка индустрија у којој је заменио Сеида Мемића Вајту.

## Биографија
Горан Ковачевић је рођен у Мостару 7. марта 1955. године. Године 1974. оснива групу „Чисти зрак", која је издала неколико синглова, а потом је на кратко прешао у Амбасадоре. Након одласка из Амбасадора, 1976. године на позив Габора Ленђела, постаје певач у саставу „Тешка индустрија", на ком је заменио Сеида Мемића Вајту. Са Тешком индустријом је снимио два албума "Тешка индустрија (1976)" и "Засвирај и за појас задјени (1978)". Након одласка из Тешке индустрије са Ипетом Ивандићем и Лазом Ристовским је започео соло каријеру припремом албума „Стижемо“, која је прекинута 10. септембра 1978. године, када је избила афера око поседовања хашиша, након чега су сва тројица ухапшени. Године 1982. је објавио свој први соло албум "Првак свијета (1982)", а 1984. године објављује и свој други албум "Пепељуга у џинсу (1984)", након чега се повукао са музичке сцене. Горан Ковачевић је аутор многих песама и за друге рок групе међу којима је и велики хит од групе Код "Denny".

## Смрт
Преминуо је изненада у Сарајеву 9. марта 2014. године у 59. години живота.

## Синглови
Чисти зрак
- Други број/Катакомбе (Дискотон, 1975)
- 301/Око моје плаво (Дискотон, 1975)

Тешка индустрија
- Алај ми је вечерас по вољи/Ја и ти и љубав наша (Југотон, 1977)
- Играј мала опа, опа/Отишла је љубав моја (југотон, 1977)

Соло
- Кад се птице јаве (1978, Југотон)

## Албуми
- Тешка индустрија (Југотон, 1976)
- Засвирај и за појас задјени (Југотон, 1978)

Соло
- Првак свијета (Дискотон, 1982)
- Пепељуга у џинсу (ПГП-РТБ, 1984)